# ケメンチェ

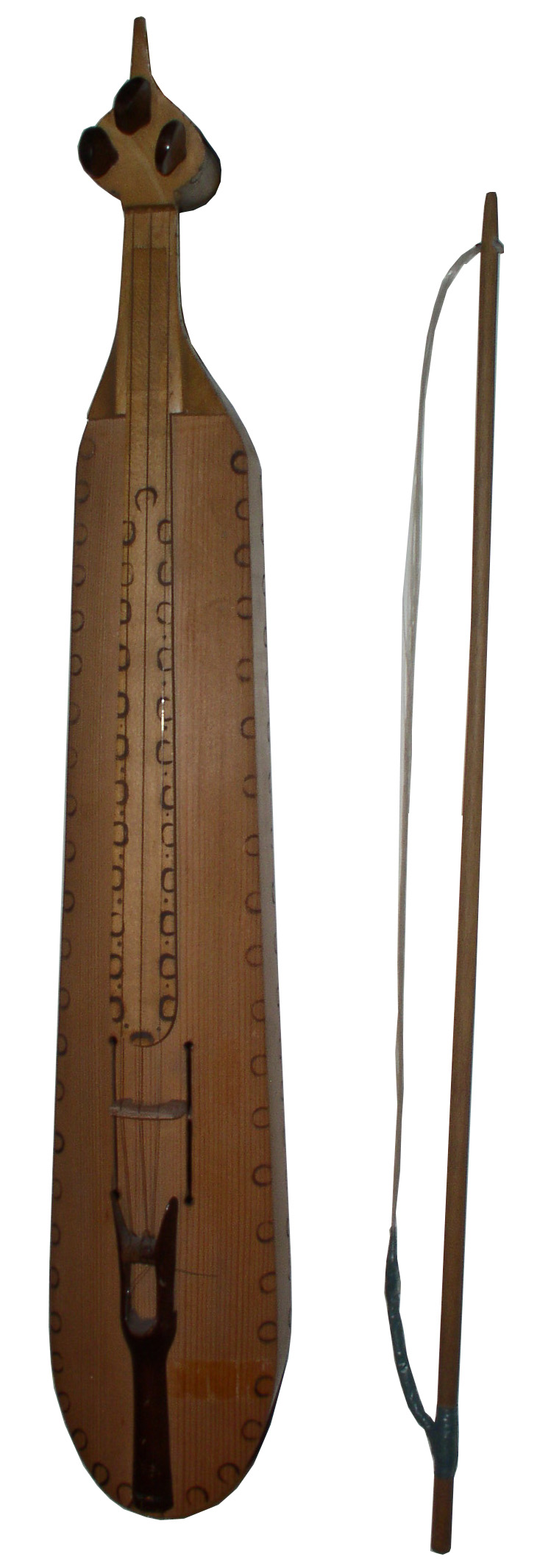
黒海のケメンチェ

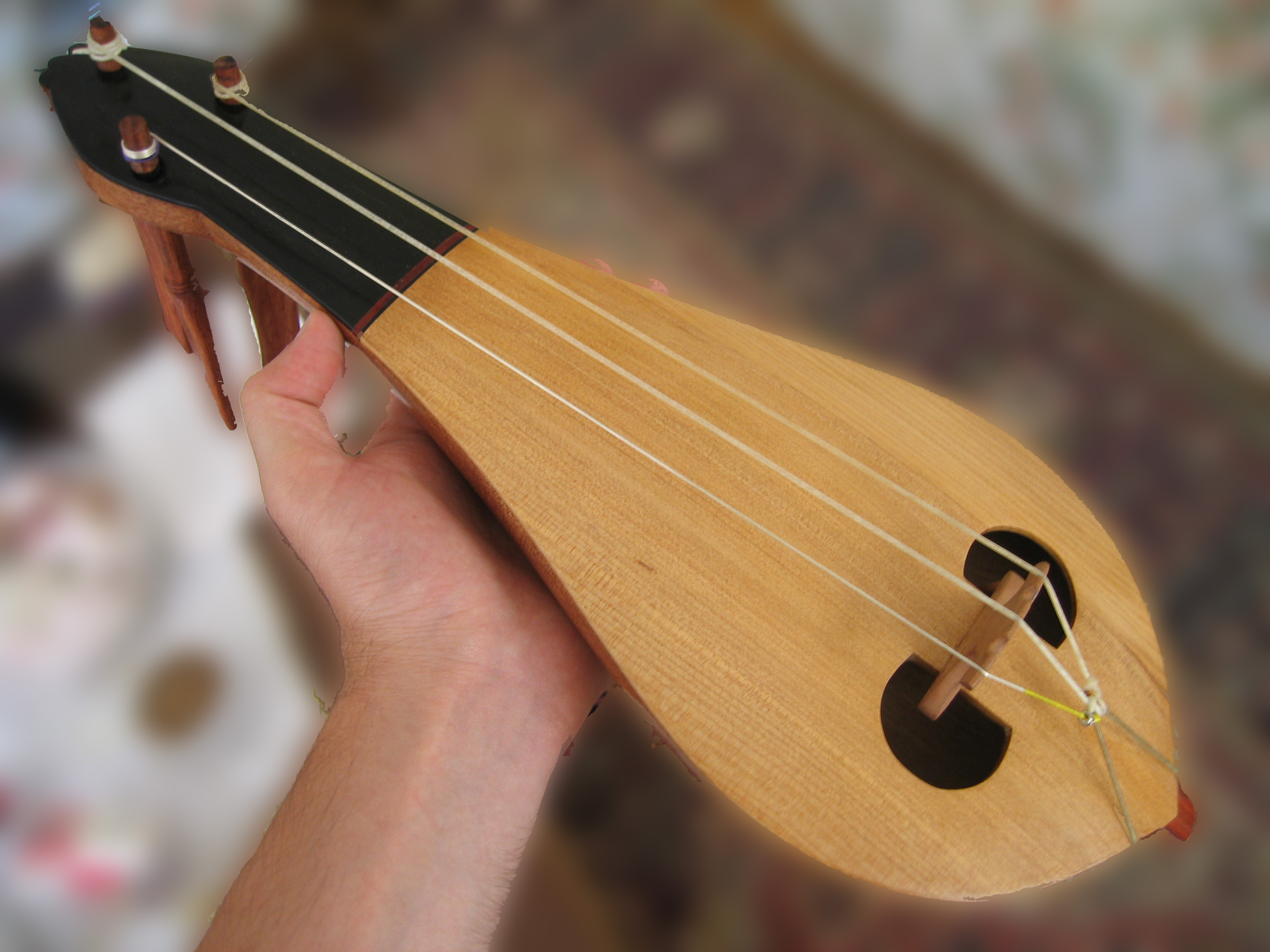
古典的なケメンチェ

ケメンチェ (英語: Kemenche、トルコ語: kemençe) は、特にギリシアやトルコをはじめとする、黒海や東地中海に隣接する地域を起源とする様々な擦弦楽器を指す名称である。これらの楽器は民族楽器であり、一般に3本の弦を持ち、演奏家の膝を楽器の下部に添えて、楽器を垂直に立てた状態で演奏を行う。「ケメンチェ」という名前はペルシア語で「小さな弓」を意味するケマンチェに由来する。

## 種類
黒海のケメンチェ (もしくはカラデニス・ケメンチェ - Karadeniz kemençe、ポンティク・ケメンチェ - Pontic kemenche、ポンティク・リラ - Pontic lyra) (ギリシア語: Ποντιακή λύρα) は箱型のリュート (321.322) である一方、古典的なケメンチェ (クラシク・ケメンチェ - Klasik kemençe、アルムディ・ケメンチェ- Armudî kemençe、ポリティキ・リラ - Politiki lyra) (ギリシア語: Πολίτικη Λύρα) はボウル型をしている。 (321.321)
他の擦弦楽器はケマンチェ (もしくはトルコ語のカバク・ケマネ - Kabak kemane) を含むペルシア語の語源を共有した名前を持つ。スパイク・リュート (321.31) やカッパドキア・ケマネなどの楽器は共鳴弦があるなど「黒海のケメンチェ」と類似点が多い。